# (12465) Perth Amboy
(12465) Perth Amboy es un asteroide que forma parte del cinturón de asteroides y fue descubierto por el equipo del Spacewatch el 3 de enero de 1997 desde el Observatorio Nacional de Kitt Peak, Estados Unidos.

## Designación y nombre
Perth Amboy se designó inicialmente como 1997 AD10.
Más tarde, en 2002, fue nombrado por la ciudad estadounidense de Perth Amboy.

## Características orbitales
Perth Amboy orbita a una distancia media de 2,407 ua del Sol, pudiendo acercarse hasta 1,931 ua y alejarse hasta 2,884 ua. Tiene una excentricidad de 0,198 y una inclinación orbital de 4,13 grados. Emplea en completar una órbita alrededor del Sol 1364 días. El movimiento de Perth Amboy sobre el fondo estelar es de 0,2639 grados por día.

## Características físicas
La magnitud absoluta de Perth Amboy es 15 y el periodo de rotación de 121,6 horas.